# 장유 선생 묘 및 신도비
장유 선생 묘 및 신도비는 대한민국 경기도 시흥시 조남동에 있다. 1986년 3월 3일 시흥시의 향토유적 제2호로 지정되었다.

## 개요
조선 효종의 국구인 장유(1587~1638)의 묘이다.

## 같이 보기
- 장유